# Cherry Bomb (Album)
Cherry Bomb ist das dritte Album des US-amerikanischen Rappers Tyler, the Creator. Es erschien am 13. April 2015 über Odd Future Records. Der Vertrieb wird von RED Distribution übernommen.

## Titelliste
1. Deathcamp – 3:09
2. Buffalo – 2:39
3. Pilot – 3:29
4. Run – 1:09
5. Find Your Wings – 2:59
6. Cherry Bomb – 4:29
7. Blow My Load – 3:10
8. 2Seater – 6:49
9. The Brown Stains of Darkeese Latifah Part 6–12 (Remix) – 3:11
10. Fucking Young / Perfect – 6:41
11. Smuckers – 5:34
12. Keep Da O's – 4:08
13. Okaga, CA – 6:37

## Kritiken
Die E-Zine Laut.de bewertete Cherry Bomb mit drei von möglichen fünf Punkten. Aus Sicht des Redakteurs Thomas Haas spiegele der Rapper auf der einen Seite „den State of Mind von Tausenden Kids“ wider, sei aber „auf der anderen Seite auch einer der wohl kreativsten und visionärsten Köpfe im Hip Hop.“ Cherry Bomb könne als „Huldigung an Tylers musikalische Einflüsse, Referenzen und Inspirationen verstanden werden.“ So stecke es „voller Soul, Jazz, Hip Hop und Punk“, womit es „an Sperrigkeit kaum zu überbieten“ sei. Die Lieder Buffalo und Smuckers seien „noch am klassischsten im Hip Hop-Gewand gehaltenen Songs“, wodurch sie als „fast schon gewöhnlich“ charakterisiert werden. Dagegen gehören die „jazzigeren Stücke […] definitiv zu den besten Songs“ des Albums.

## Kommerzieller Erfolg

### Chartplatzierungen
Cherry Bomb stieg auf Platz 4 der US-amerikanischen Billboard 200 ein. In Australien erreichte das Album Rang 13 und in Neuseeland Position 23. Zudem konnte es sich mit Platz 35 in Norwegen, Platz 37 in Dänemark, Platz 83 in Belgien und Platz 95 in den Niederlanden in zahlreichen europäischen Charts positionieren.
| ChartsChartplatzierungen       | Höchstplatzierung | Wochen |
| ------------------------------ | ----------------- | ------ |
| Vereinigte Staaten (Billboard) | 4 (5 Wo.)         | 5      |
| Vereinigtes Königreich (OCC)   | 16 (1 Wo.)        | 1      |

### Auszeichnungen für Musikverkäufe
| Land/Region               | Auszeichnungen für Musikverkäufe (Land/Region, Auszeichnung, Verkäufe) | Verkäufe |
| ------------------------- | ---------------------------------------------------------------------- | -------- |
| Vereinigte Staaten (RIAA) | Gold                                                                   | 500.000  |
| Insgesamt                 | 1× Gold ·                                                              | 500.000  |

Hauptartikel: Tyler, the Creator/Auszeichnungen für Musikverkäufe